# Bishop (działo samobieżne)
Bishop (ang. biskup) – brytyjska samobieżna haubicoarmata zaprojektowana i produkowana w roku 1942 na podwoziu czołgu piechoty Mk III Valentine.

## Historia
Działo samobieżne typu Bishop było pierwszym tego rodzaju pojazdem w armii brytyjskiej. Inżynierowie wykorzystali kadłub czołgu Valentine i zamocowali na nim haubicoarmatę 25-funtową (87,6 mm). 
Pojazd miał szereg wad – do najważniejszych należały problemy ze strzelaniem na większą odległość (lufa nie mogła być ustawiona pod odpowiednim kątem), niewielka ilość miejsca na amunicję, trudności z manewrowaniem, a także – ze względu na zastosowanie specyficznego działa – wysoka sylwetka.
Z tych względów oraz z powodu słabych parametrów czołgu Valentine (niewielka prędkość i słabe opancerzenie) Bishop był nielubiany przez załogi, wkrótce został też zastąpiony przez lepsze konstrukcje M7 Priest oraz Sexton. Wyprodukowano tylko około 100 egzemplarzy Bishopa.
Bishop spisywał się jednak stosunkowo dobrze w walce z czołgami i piechotą nieprzyjaciela. Po raz pierwszy został użyty bojowo podczas II bitwy pod El Alamein i używany był aż do początków kampanii włoskiej.